# FK Dunav Rusze
Az FK Dunav Rusze (Bolgárul: ФК Дунав Русе) egy bolgár labdarúgócsapat. 1949. február 16-án alapították. A Hradszki Stadionban játssza hazai mérkőzését, amely 13 000 fő befogadására alkalmas.

## Sikerei
- Bolgár labdarúgó másodosztály (Second League)
  - Bajnok (6 alkalommal): 1950, 1954, 1957, 1968, 1974, 2015–16

## Jelenlegi keret
2017. szeptember 5-i állapotnak megfelelően.
| #  |     | Poszt | Név                |
| -- | --- | ----- | ------------------ |
| 1  | BUL | K     | Martin Lukov       |
| 4  | BUL | V     | Petr Patev         |
| 5  | BUL | V     | Tejnur Marem       |
| 7  | BUL | KP    | Birszent Karaharen |
| 8  | BRA | KP    | Jatoba             |
| 9  | BUL | CS    | Miroszlav Budinov  |
| 10 | BUL | KP    | Vaszil Sopov       |
| 11 | BUL | KP    | Dijan Dimov ()     |
| 14 | BUL | KP    | Bozsidar Vaszev    |
| 17 | BUL | KP    | Andreasz Vaszev    |
| 19 | BUL | KP    | Blahoveszt Lenkov  |
| 20 | BUL | CS    | Dimitr Heorhijev   |

| #  |     | Poszt | Név                  |
| -- | --- | ----- | -------------------- |
| 21 | UKR | V     | Olekszij Larin       |
| 22 | BUL | V     | Mihail Milcsev       |
| 23 | BUL | V     | Hrisztofor Hubcsev   |
| 24 | BUL | V     | Preszlav Petrov      |
| 30 | BUL | K     | Veszelin Dobrev      |
| 31 | BUL | KP    | Kraszimir Sztanojev  |
| 33 | BUL | K     | Alekszandr Konov     |
| 77 | BUL | CS    | Branimir Kosztadinov |
| 83 | BUL | V     | Hriszto Popadijn     |
| 86 | BUL | K     | Sztaniszlav Antonov  |
| 94 | BUL | CS    | Julijan Nenov        |

## Nemzetközi kupaszereplés
| Szezon  | Bajnokság        | Forduló | Csapat           | Otthon | Idegenben | Össz. |
| ------- | ---------------- | ------- | ---------------- | ------ | --------- | ----- |
| 1975–76 | UEFA-kupa        | 1R      | Roma             | 1–0    | 0–2       | 1–2   |
| 2017–18 | UEFA Európa-liga | 1Q      | Jertisz Pavlodar | 0–2    | 0–1       | 0–3   |